# Harstad
Harstad város Norvégia északi részén. Közigazgatásilag Troms megyéhez tartozik, azon belül Harstad község székhelye.

## Földrajz
A város Norvégia legnagyobb szigetén, Hinnøyán fekszik. Nem messze tőle nyugatra található a Lofoten szigetcsoport, keletre Narvik, északra Tromsø és délre Bodø.

## Történelem
A környék már a kőkorban is lakott volt. Harstad mint város a 19. században emelkedett ki, a szállítási útvonalak és a kikötők változásának következtében. 1904-ben kapott városi rangot.

## Kultúra
Június utolsó hetében Harstad Észak-Norvégia éves fesztiváljának ad otthont, ahol számos hivatásos és amatőr művész lép fel.

## Közlekedés
A legközelebbi repülőtér a Harstad/Narvik repülőtér, Evenes.